# Hôtel Lambiotte
L’hôtel Lambiotte est un hôtel particulier situé à Neuilly-sur-Seine en France.

## Histoire
L'hôtel est construit entre 1931 et 1936 par l'architecte Pierre Barbe pour le compte de l'industriel Jean Lambiotte (1896–1962), sur important un terrain lui appartenant dans l'ancien lotissement du duc d'Orléans. Gendre de David David-Weill, il est le père de l'actrice France Lambiotte.
Il devient la résidence de l'ambassadeur du Japon en France.
Il fait l'objet d’une inscription au titre des monuments historiques depuis le 11 juillet 1984.

## Sources
- Le Moniteur architecture AMC., Numéros 18 à 22, Publications du Moniteur, 1991